# Christi-Geburt-Kirche (Kiew)
Koordinaten: 50° 27′ 32,7″ N, 30° 31′ 31″ O

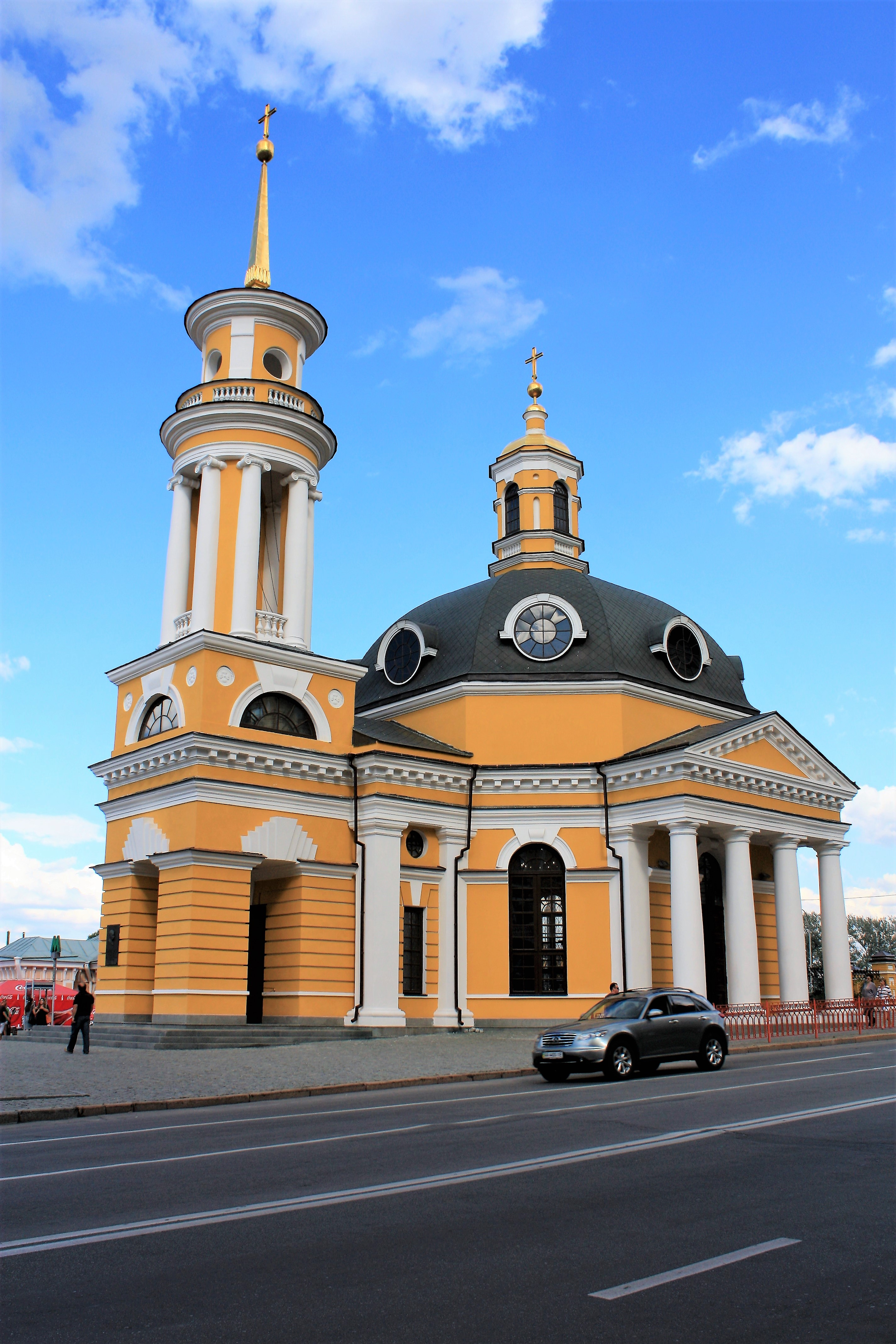
Christi-Geburtskirche, 2012

Die Christi-Geburt-Kirche im flussnahen Kiewer Stadtteil Podil ist eines der Wahrzeichen der Hauptstadt der Ukraine.
Das orthodoxe Kirchengebäude wurde 1808 bis 1814 vom Architekten Andrei I. Melenski, der auch die St.-Nikolaus-Kirche auf Askolds Grab in Kiew erbaute, in klassizistischen Stil errichtet. Charakteristisch ist ihre oktogonale Form. Die Kirche ist am Postplatz, nahe dem Fluss Dnepr, seiner Schiffsanlegestelle und dem Schrägaufzug (Funikular) in die Oberstadt gelegen. In ihr lag der Leichnam von Taras Schewtschenko, dem berühmtesten Dichter der Ukraine, am 6. und 7. Mai 1861 aufgebahrt, das Gotteshaus gilt daher als „Schewtschenkos Kirche“. Es wurde 1930 zerstört, und zwischen 2002 und 2005 von der ukrainischen Denkmalbehörde wieder aufgebaut.